# Taanmoment
Een taanmoment is journalistiek jargon voor het ogenblik waarop de belangstelling van het publiek voor een bepaald onderwerp wegebt.
Het begrip werd eind jaren tachtig geïntroduceerd door bladendokter Rob van Vuure en is courant bij de makers van grote publiekstijdschriften. Zij grijpen een taanmoment aan om de onderwerpkeuze (of zelfs de bladformule) aan te passen.
De term behoort inmiddels ook tot het jargon van marktonderzoekers die een taanmoment interpreteren als de prelude tot een nieuwe trend.
1. ↑  De arrogantie van het buikgevoel (Alles over creatief en succesvol bladenmaken) - Rob van Vuure. Uitgeverij Sesam, 1996 (isbn 9041401431)